# (4800) 1989 TG17
(4800) 1989 TG17 là một tiểu hành tinh vành đai chính. Nó được phát hiện bởi Henri Debehogne ở Đài thiên văn La Silla ở Chile ngày 9 tháng 10 năm 1989.